# Jake Miller (raper)
Jake Miller, właśc. Jacob Harris Miller (ur. 28 listopada 1992) – amerykański raper, piosenkarz i autor tekstów z Weston, we Florydzie. Od 2016 również występuje w branży modelingowej. Od 2017 roku występuje jako niezależny artysta, nie mając w wytwórniach podpisanego kontraktu

## Życiorys
Miller urodził się w Weston na Florydzie. Tam też dorastał, wraz z młodszą siostrą Jenny, pod opieką rodziców: Bruce’a i Lee Miller. Swoją karierę rozpoczął na YouTube, gdzie wrzucał swoje filmiki. Pierwszymi kawałkami, które dodawał były wiersze napisane na lekcje angielskiego, a przemienione na utwory muzyczne. Jego pierwszym występem na żywo było otwarcie koncertu Snoop Doga na Florydzie w 2011. Tego samego roku występował przed Mac Millerem, Jasonem Derulo czy Ne-Yo.

### The Road Less Traveled i Us Against Them
16 stycznia 2013 roku Jake Miller podpisał kontrakt z eOne Music. Jeszcze tego samego roku wydał swój minialbum „The Road Less Traveled”, który zadebiutował na pierwszym miejscu iTunes Hip-Hop Chart. W listopadzie 2013 roku ogłosił, że podpisał kontrakt płytowy z Warner Bros. Records. W tym samym miesiącu wydał album „Us Against Them”, który promował trasą koncertową.
„Up Against Them” zadebiutował na pierwszym miejscu na iTunes. 7 maja 2014 roku znalazł się na pierwszym miejscu na liście FoxWeekly jako „Artist To Watch”.

### Lion Heart
„Lion Heart” to kolejny minialbum Millera, który trafił do sprzedaży 4 listopada 2014 roku. Krążek promował singiel „First Flight Home”. Na płycie znalazły się również takie utwory jak „Ghost” z Nikki Flores, czy „Dazed And Confused” nagrane z Travie McCoy. W marcu 2015 roku Jake Miller ogłosił daty trasy koncertowej „Dazed And Confused Tour” promującej płytę, która rozpocznie się w lipcu.

### Rumors
Data wydania 8 lipca 2015 roku przez Warner Bros. Piosenki z tego albumu to Yellow Lights, Sunshine, Selfish Girls oraz o takiej samej nazwie jak album- Rumors.

### Overnight EP
W kwietniu 2016 roku Jake podał informacje o tym, że zostanie wypuszczona jego EP. Oficjalna premiera odbyła się 30 lipca 2016, a w ramach promocji wokalista wyruszył w mini trasę jako support wraz z zespołem Fifth Harmony. Na EP znajduje się 7 utworów, a w teledysku do głównego utworu zwanego Overnight wystąpiła amerykańska uczestniczka igrzysk olimpijskich Simone Biles. Do utworów z albumu – Parade, Good Thing i Overnight powstały również wersje akustyczne.

### Kariera modela
W styczniu 2016 roku Jake podpisał umowę z Wilhelmina Models, rozpoczynając tym również karierę modela.

## Dyskografia
Spotlight – 29 lipca 2012
The Road Less Traveled – 9 kwietnia 2013
Us Againt Them – 5 listopada 2013
Lion Heart – 4 listopada 2014
Rumors- 8 lipca 2015
Overnight EP – 30 lipca 2016
2.00 AM In LA – 16 czerwca 2017 – jako niezależny artysta zrywając tym umowę z Warner Bros Records

## Trasy koncertowe

### Główne
- The Dazed and Confused Tour (2015)
- The Overnight Tour (2017)
- Back To the Start Tour (2017)

### Jako support
The 7/27 Tour zespołu Fifth Harmony – 2016